# トム・ウッド (ラグビー選手)
トム・ウッド（Tom Wood、1986年11月3日 - ）は、プレミアシップノーサンプトン・セインツに所属するラグビーユニオン選手。

## プロフィール
- イングランド・コヴェントリー出身。
- ポジションはフランカー(FL)、ナンバーエイト(No.8)。
- 身長 195cm、体重 112kg
- イングランド代表キャップは50（2020年6月現在）でラグビーワールドカップ2011・ラグビーワールドカップ2015のイングランド代表に選ばれた[1]。

## 略歴
ノースオタゴ、ウスター・ウォリアーズを経て、2010年、ノーサンプトン・セインツに加入。